# La última canción (película de 2010)
La última canción (título original: The Last Song) es una película estadounidense de drama adolescente de 2010. Está basada en la novela homónima de Nicholas Sparks. 
Fue dirigida por Julie Anne Robinson y protagonizada por Miley Cyrus, Liam Hemsworth y Greg Kinnear. El rodaje duró desde el 15 de julio de 2009 hasta el 18 de agosto del mismo año, y se estrenó en Estados Unidos el 31 de marzo de 2010, el 4 de junio del mismo año en España, y el 30 de abril del mismo año en Latinoamérica.

## Sinopsis[2]
Tras el divorcio de sus padres, Ronnie Miller (Miley Cyrus) se ve obligada a dejar Nueva York para pasar el verano en un pequeño pueblecito del sur de EEUU con su padre, Steve (Greg Kinnear), con quien no se lleva nada bien.
La única forma que Steve encuentra para acercarse a su rebelde hija es la música, la única pasión que ambos comparten. Mientras la relación entre ambos va mejorando, Ronnie conoce a un chico del pueblo del que se enamora. Pero la historia toma un giro dramático cuando Ronnie descubre que su padre está gravemente enfermo y apenas le quedan unos meses de vida.

## Localizaciones[3]
La película fue filmada casi en su totalidad en Tybee Island (Georgia, EE. UU.), para ambientar la película. Tybee Island ostenta cinco kilómetros de playas blancas y un tradicional muelle, así como también una serie de originales tiendas que ofrecen desde ropa de playa y cerveza hasta restaurantes temáticos, bares y pintorescas casitas de madera. Con una población que no llega a los 4.000 habitantes, su encanto sencillo y atmósfera relajada hacen de la isla una localización perfecta para ambientar la historia. Es ese el motivo por el cual el director decidió grabar la película allí.

## Reparto[4]
- Miley Cyrus es Ronnie Miller, la protagonista.
- Liam Hemsworth es Will Blakelee, el novio de Ronnie.
- Greg Kinnear es Steve Miller, el padre de Ronnie y Jonah.
- Kelly Preston es Kim, la madre de Ronnie y Jonah.
- Bobby Coleman es Jonah Miller, el hermano pequeño de Ronnie.
- Nick Lashaway es Marcus, el novio de una amiga que Ronnie conoce en verano.
- Carly Chaikin es Blaze, la amiga que Ronnie conoce en vacaciones.
- Nick Searcy es Tom Blakelee, el padre de Will.
- Melissa Ordway es Ashley, la exnovia de Will.
- Carrie Malabre es Cassie, la mejor amiga de Ashley.
- Rhoda Griffis es la doctora del padre de Ronnie.
- Lance E. Nichols es Charlie Harris, el sacerdote de la iglesia.
- Hallock Beals es Scott, el mejor amigo de Will.
- Stephanie Leigh Schlund es Megan Blakelee, la hermana mayor de Will.
- Max Simsen es Louis el hermano pequeño de Will.

## Banda sonora

### Canciones
| Versión estándar |                                 |                                                                                       |                    |          |  |
| N.º              | Título                          | Escritor(es)                                                                          | Cantante o Banda   | Duración |  |
| 1.               | «Tyrant»                        | Drew Brown, Zachary Filkins, Ryan Tedder                                              | OneRepublic        | 5:04     |  |
| 2.               | «Bring on the Comets»           | Mark Guidry, Mark Palgy, Craig Pfunder                                                | VHS Or Beta        | 4:02     |  |
| 3.               | «Setting Sun»                   | Finlay Beaton, Stuart Macleod, Joel Quartermain                                       | Eskimo Joe         | 3:49     |  |
| 4.               | «When I Look at You»            | John Shanks, Hillary Lindsey                                                          | Miley Cyrus        | 4:09     |  |
| 5.               | «Brooklyn Blurs»                | Alex Wong, Devon Copley                                                               | The Paper Raincoat | 4:15     |  |
| 6.               | «Can You Tell»                  | Milo Bonacci, Alexandra Lawn, Wesley Miles, John Pike, Mathieu Santos, Rebecca Zeller | Ra Ra Riot         | 2:41     |  |
| 7.               | «Down the Line»                 | José González                                                                         | José González      | 3:10     |  |
| 8.               | «Each Coming Night»             | Sam Beam                                                                              | Iron & Wine        | 3:25     |  |
| 9.               | «I Hope You Find It»            | Jeffrey Steele, Steven Robson                                                         | Miley Cyrus        | 3:55     |  |
| 10.              | «She Will Be Loved»             | Adam Levine, James Valentine                                                          | Maroon 5           | 4:16     |  |
| 11.              | «New Morning»                   | Casey McPherson                                                                       | Alpha Rev          | 3:44     |  |
| 12.              | «Broke Down Hearted Wonderland» | Edwin McCain, Maia Sharp, Pete Riley, Kevin Kinney                                    | Edwin McCain       | 3:02     |  |
| 13.              | «A Different Side of Me»        | Nathan Darmody, Zachary Porter, Thomas Norris                                         | Allstar Weekend    | 3:08     |  |
| 14.              | «No Matter What»                | Sydnee Duran, Dave Bassett                                                            | Valora             | 3:22     |  |
| 15.              | «Heart of Stone»                | Sune Rose Wagner                                                                      | The Raveonettes    | 3:55     |  |
| 16.              | «Steve's Theme»                 | Aaron Zigman                                                                          | Aaron Zigman       | 3:18     |  |
| 17.              | «I Feel it All»                 | Feist                                                                                 | Feist              | 3:42     |  |
| 59:25            |                                 |                                                                                       |                    |          |  |